# Dany Dauberson
Dany Dauberson (* 16 de enero de 1925 – 16 de marzo de 1979), fue una cantante y actriz francesa.
En 1956, Dany representó a Francia en el Festival de la Canción de Eurovisión de 1956 con la canción «Il est là» (Él está aquí). Las posiciones de ese año, excepto la de la ganadora, no se anunciaron, así que no se sabe qué puesto alcanzó Dauberson.

## Filmografía
- 1966 - Du rififi à Paname
- 1957 - Et par ici la sortie
- 1951 - A Tale of Five Cities